# گمینا کلچو
گمینا کلچو (به لهستانی:  Gmina Kleczew) یک گمینا در لهستان است که در شهرستان کونگن واقع شده‌است. گمینا کلچو ۱۱۰٫۱۲ کیلومتر مربع مساحت و ۹٬۷۲۱ نفر جمعیت دارد.